# Orthoyoldia scapania
Orthoyoldia scapania is een tweekleppigensoort uit de familie van de Yoldiidae. De wetenschappelijke naam van de soort is voor het eerst geldig gepubliceerd in 1890 door Dall.